# 1459 en Angleterre
Chronologie de l'Angleterre
- 1455
- 1456
- 1457
- 1458
- 1459
- 1460
- 1461
- 1462
- 1463

Cette page concerne l'année 1459 du calendrier julien.

## Naissances en 1459
- Date inconnue :
  - Richard More, archidiacre d'Exeter
  - Édouard Poynings, Lord Deputy d'Irlande
  - John Scott, gouverneur des Cinq-Ports
  - John la Zouche, 7e baron Zouche et 8e baron St Maur

## Décès en 1459
- 6 janvier : Thomas Ferrers, chevalier
- 14 janvier : Henry Scrope, 4e baron Scrope de Bolton (en)
- 20 février : Thomas Stanley, 1er baron Stanley et roi de Man
- 22 avril : Walter Devereux, Lord Chancelier d'Irlande
- 14 mai : Robert Hungerford, 2e baron Hungerford
- 9 août : Edmund Oldhall, Lord Chancelier d'Irlande
- 23 septembre : 
  - James Tuchet, 5e baron Audley
  - Thomas Dutton, chevalier
- 5 novembre : John Fastolf, tacticien
- Date inconnue :
  - Simon Alcock, théologien
  - Reginald Boulers, évêque de Lichfield
  - Thomas Chaworth, member of Parliament pour le Nottinghamshire